# 蜃気楼 (クリスタルキングの曲)
「蜃気楼」（しんきろう）は、クリスタルキングの楽曲で、2枚目のシングルである。1980年4月5日に発売。

## 解説
資生堂『輝け!ナツコSUN』（モデルは田中ちはる）キャンペーンソング。 
オリコンチャートでは、初登場から2週連続で3位にランクインし、3週目で2位に浮上。同時期にシャネルズの「ランナウェイ」（年間第4位）が7週連続1位を達成しており、5週連続で2位となった。54.6万枚のセールスを記録。1980年の年間第16位を獲得した。最後に75万部の販売が記録される.
2007年に「R&B ver」としてセルフカバーもされている。

## 収録曲
1. 蜃気楼 (3:54)
  - 作詞：天野滋　作曲：山下三智夫　編曲：川上了
2. 朝焼けの街角 (4:05)
  - 作詞：阿里そのみ　作曲：安部恭弘　編曲：クリスタルキング